# 野口昌巳
野口 昌巳（のぐち まさみ、1931年 - ）は、日本の森林学者。京都大学名誉教授。

## 略歴・人物
長野県生まれ。長野県松本県ヶ丘高等学校を経て京都大学農学部卒業、同大学院修了。
東京農工大学農学部教授、京都大学農学部教授を務めた後、1992年（平成4年）定年退官。京都大学名誉教授。
野口は、1982年から1991年にかけて、シロアリの木材食害によって発生するAE（アコースティック・エミッション）をモニタリングすることによって、シロアリの活動を検出する研究を、今村祐嗣教授（現：京都大学名誉教授）と共に始める。
当時、住宅の耐久性向上に環境負荷の低い方法を導入する社会的気風が高まってきたことや、非破壊検査技術の分野における技術進歩を受け、木材の劣化診断法の開発研究に着手した。のちに同研究室（森林科学研究科）の藤井義久助手（現：京都大学教授）が参画したことなどもあり、ポータブル検出器の実用化までに至った。
国文学者で上智大学名誉教授の野口元大は実兄。

## 著作論文・共著編
- 『関于日本制材、木工、合板机械的技術開発』野口昌巳著：現代工技 No.2, pp.8-11 (1986)
- 『製材とスキャニング(II)』野口昌巳著：木工機械 No.131, 13-14, 4 (1986)
- 『製材とスキャニング(I)』野口昌巳著：木工機械 No.130, 5-8 (1986)
- 『世界大百科事典』野口昌巳（分担執筆）：加藤周一編、平凡社 (1988)
- 『木材科学実験書』野口昌巳（分担執筆）：日本木材学会編、中外産業調査会 (1985)
- 『林産工業における新しい利用技術』野口昌巳（分担執筆）：日本木材学会編、日本木材学会 (1985)
- 『木質材料とアコースティック・エミッション』野口昌巳著：材料 34 (383) 896-904 (1985)
- 『新しい材料評価法－アコースティック・エミッション いろは（II）』野口昌巳著:ニューランバーマン 14 (53 )1-14 (1984)
- 『新しい材料評価法－アコースティック・エミッション いろは（Ｉ）』野口昌巳著:ニューランバーマン 14 (52) 1-27 (1984)
- 野口昌巳「木材とアコースティック・エミッションー1-」『木材工業』第38巻第10号、日本木材加工技術協会、1983年10月、467-473頁、CRID 1520572358502767616、ISSN 00268917。

ほか